# Унгер, Франц
Франц Унгер (нем. Franz Unger, 1800—1870) — австрийский ботаник, палеонтолог и педагог.
Один из первых членов Венской Императорской академии наук (1847).

## Биография
Изучал медицину в Граце, Праге и Вене, был с 1835 года профессором ботаники в Граце, а затем профессором физиологии растений в Венском университете. 
Унгер, хотя и находившийся под влиянием натурфилософской школы, принадлежит к тем творцам новой ботаники (П. де Кандоль, Р. Броун, Моль, Шлейден, Нэгели), которые, освободившись от господствовавшего в первой половине XIX столетия узкосистематического, или беспочвенного, спекулятивного направления, сделали важнейшие открытия и создали теории, на которых основывается современная научная ботаника. Учёная деятельность Унгера была весьма многосторонняя — «он способствовал развитию учения о клетках, физиологии и анатомии растений, трудился во всех областях, которые завоевала новая ботаника, из изучения ископаемых растений сделал отрасль новой научной ботаники и впервые выяснил морфолого-систематические отношения ископаемых флор к современному растительному миру» (Сакс). 
В 1826 году он наблюдал выхождение зооспор у водоросли Vaucheria (Ectosperma), «Die Metamorphose d. Ectosperma clavata» (Бонн, 1827) и впоследствии объяснил этот факт, как превращение растения в животное («Die Pflanze in Momente des Thierwerdens», Вена, 1843). Это ошибочное объяснение вполне понятно, если принять во внимание господствовавшие в то время натурфилософские воззрения. Не чужды этих воззрений и труды его по патологии растений («Die Exantheme der Pflanzen», 1833). 
Большую известность приобрел Унгер открытием семенных нитей в антеридиях мха Sphagnum («Die Anthere von Sphagnum-Flora», 1834). В своём, касающемся ботанической географии, труде: «Ueber den Einfluss des Bodens auf Vertheilung der Gewächse» (Вена, 1836) он говорит, что химический состав почвы имеет главное влияние на характер растительности. Систематика растений, по его мнению, должна быть основана на анатомических и физиологических признаках («Aphorismen z. Anatomie und Physiologie d. Pflanzen», 1838). 
Унгер был один из первых учёных, опровергнувших неправильное учение Шлейдена об образовании клеток; в своих трудах («Linnaea», 1841, «Bot. Zeit.» 1844, «Ueber d. meristimatischen Zellen», Вена, 1844) он доказывает, что клетки делятся, при чём делится содержимое их. В своём, лучшем для того времени, руководстве по анатомии и физиологии растений («Anatomie und Physiologie d. Pflanzen», Вена, 1855) он указал на сходство протоплазмы растений и «саркоды» низших животных; вообще в создании учения о клетках Унгером было сделано очень много. Кроме названного руководства им еще написаны: «Grundzüge d. Anatomie u. Physiologie d. Pflanzen» (Вена, 1846) и совместно с Эндлихером «Grundzüge der Botanik» (Вена, 1843). 
Идею, которой проникнута научная деятельность Унгера, он выразил следующими словами: «Органическое единство растительного мира, истекающее из развития наиболее сложных форм из самых простых». Из этого видно, что он был одним из предвозвестников эволюционной теории. «Чтобы понять, — говорит он во введении к своим фитопалеонтологическим работам, — растительный мир в его настоящем состоянии, необходимо изучить всё его развитие», и потому с большим, усердием Унгер предался изучению ископаемых растений и написал «Опыт истории растений» («Versuch einer Geschichte d. Pflanzenwelt», Вена, 1852). «Вид, который представляет современный растительный мир, не есть, — по его мнению, — лишь результат химических и климатических причин, но также и следствие предшествующих состояний (растительного мира)». 

## Труды
Капитальные работы Унгера по фитопалеонтологии: «Chloris protogaea» (Лпц., 1841—1847), «Synopsis plantarum fossilium» (1845); «Genera et species plantarum fossilium» (1858) и т. д. У. занимался также геологией, географией («Die versunkene Insel Atlantis», 1860; «Neu Holland in Europa», 1862; «Wissenschaftliche Ergehnisse einer Reise nach Griechenland etc.», 1862; «Die Insel Cypern», 1865; «Die Urwelt in ihren verschiedenen Bildungsperioden», 1856 и т. д.), популяризацией ботаники («Botanische Briefe», Вена, 1852) и ландшафтной живописью. Число его печатных трудов очень велико и касается всех отраслей ботаники.